# Dominik Kuzmanović
Dominik Kuzmanović, né le 15 août 2002 à Dugo Selo, est un handballeur international croate évoluant au poste de gardien de but.

## Palmarès

### En club
Compétitions nationales
- Deuxième du Championnat de Croatie en 2022, 2023, 2024

### En équipe nationale
Jeux olympiques
- 9e place aux Jeux olympiques 2024,  France

Championnats d'Europe
- 11e place au Championnat d'Europe 2024,  Allemagne

Championnats du monde
- 9e place au championnat du monde 2023,  Pologne et  Suède